# Monte Aymond (Chile)
Monte Aymond es una localidad chilena de la comuna de San Gregorio, Provincia de Magallanes, Región de Magallanes y la Antártica Chilena. Se encuentra ubicada sobre la Ruta CH-255, a pocos km del paso fronterizo con Argentina, Integración Austral.
Ya en las cercanías del paso fronterizo, se asientan, en el sitio denominado Tenencia Monte Aymond, los organismos de Aduanas, Servicio Agrícola Ganadero, Policía de Investigaciones y Carabineros.

## Toponimia

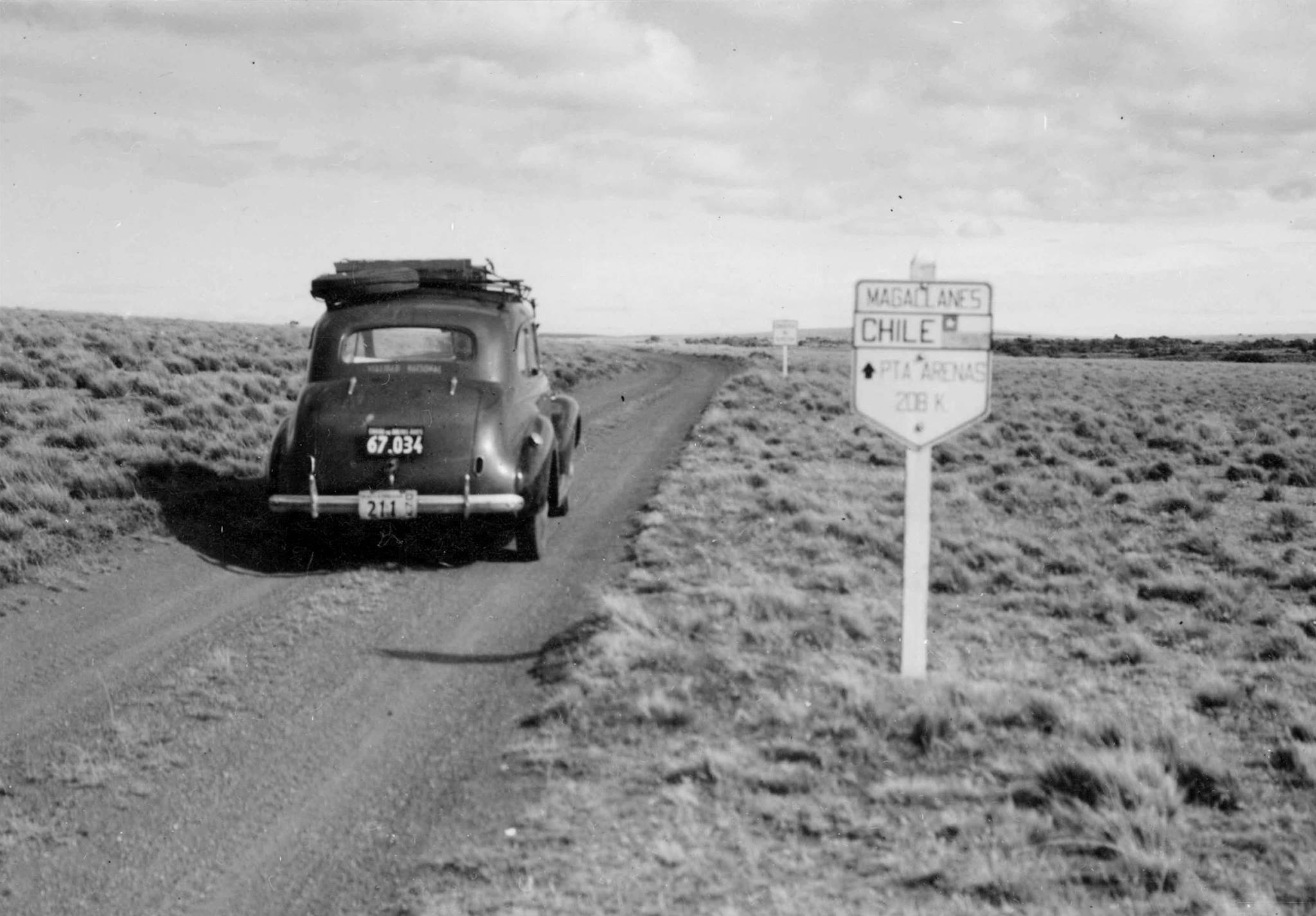
Paso de Monte Aymond hacia 1940

El nombre de la localidad se debe a la elevación monte Aymond de 279 m s. n. m., ubicada en sus cercanías. Igualmente, hay una localidad del mismo nombre del lado argentino.

## Geografía
Ubicada a 164 m s. n. m. en plena meseta patagónica, sus temperaturas varían de -10°C en invierno, e incluso puede descender a -30 °C. En verano se da un clima más templado.